# Prosopocoilus girafa daisukei
Prosopocoilus girafa daisukei es una subespecie de coleóptero de la familia Lucanidae.

## Distribución geográfica
Habita en Sibuyan y Negros (Filipinas).